# Cleome rotundifolia
Cleome rotundifolia är en paradisblomsterväxtart som först beskrevs av Carl Friedrich Philipp von Martius och Zucc., och fick sitt nu gällande namn av Hugh Hellmut Iltis. Cleome rotundifolia ingår i släktet paradisblomstersläktet, och familjen paradisblomsterväxter. Inga underarter finns listade i Catalogue of Life.